# Kreissparkasse Börde
Die Kreissparkasse Börde ist ein öffentlich-rechtliches Kreditinstitut mit Sitz in Oschersleben in Sachsen-Anhalt. Ihr Geschäftsgebiet erstreckt sich auf den gesamten Landkreis Börde.

## Organisationsstruktur
Die Kreissparkasse Börde ist eine Anstalt des öffentlichen Rechts. Rechtsgrundlagen sind das Sparkassengesetz des Landes Sachsen-Anhalt und die durch den Landkreis Börde als Träger erlassene Satzung. Organe der Sparkasse sind der Vorstand und der Verwaltungsrat.

## Geschäftsausrichtung
Die Kreissparkasse Börde betreibt als Sparkasse das Universalbankgeschäft. Sie ist Marktführer in ihrem Geschäftsgebiet. Die Kreissparkasse Börde wies im Geschäftsjahr 2023 eine Bilanzsumme von 2,369 Mrd. Euro aus und verfügte über Kundeneinlagen von 1,996 Mrd. Euro. Gemäß der Sparkassenrangliste 2023 liegt sie nach Bilanzsumme auf Rang 208. Sie unterhält 30 Filialen/Selbstbedienungsstandorte und beschäftigt 303 Mitarbeiter.

## Sparkassen-Finanzgruppe
Die Kreissparkasse Börde ist Teil der Sparkassen-Finanzgruppe und gehört damit auch ihrem Haftungsverbund an. Er sichert den Bestand der Institute und sorgt dafür, dass sie auch im Fall der Insolvenz einzelner Sparkassen alle Verbindlichkeiten erfüllen können. Die Sparkasse vermittelt Bausparverträge der regionalen Landesbausparkasse, offene Investmentfonds der Deka und Versicherungen der Öffentliche Versicherungen Sachsen-Anhalt. Im Bereich des Leasing arbeitet die Kreissparkasse Börde mit der  Deutschen Leasing zusammen. Die Funktion der Sparkassenzentralbank nimmt die Norddeutsche Landesbank wahr.

## Geschichte
Die Kreissparkasse Börde hat verschiedene Vorgängerinstitute im heutigen Kreis- und Geschäftsgebiet. Die Anfänge reichen bis ins Jahr 1840.
Am 1. Juli 1840 wurde die Stadt- und Kreissparkasse Haldensleben gegründet. Die Bewohner der Stadt und der Umgebung konnten ihre Ersparnisse sicher anlegen.
1951 wurde sie aus der doppelten Gewährträgerschaft dem Kreis übertragen und hieß bis zum 31. Dezember 1994 Kreissparkasse Haldensleben.
Am 20. Juli 1849 wurde die Sparkasse in Wolmirstedt eröffnet. Zuerst als Privatsparkasse durch den Kaufmann Ferdinand Gosselmann. Am 7. Juli 1855 wurde dann die Kreissparkasse Wolmirstedt gegründet.
Zurückgehend auf eine Verfügung aus dem Jahre 1854, eröffnete am 1. August 1857 die Stadtsparkasse Oschersleben. In Oschersleben selbst gab es zunächst keine Räume für die Sparkasse. Das Landratsamt befand sich in Schwanebeck. Im dortigen Rathaus wurde die Sparkasse bis 1859 untergebracht, bevor es eigene Geschäftsräume in Oschersleben gab. 1888 wurde die Sparkasse zur Kreissparkasse.
Am 1. März 1869 eröffnete die Stadtsparkasse in Wanzleben, am 2. Januar 1903 folgte die Kreissparkasse Wanzleben. Am 29. Juli 1936 kam es zur Verschmelzung der beiden Sparkassen zu einem Institut, der Kreissparkasse Wanzleben.
Am 1. Juli 1995 fusionierten die Kreissparkasse Haldensleben und die Kreissparkasse Wolmirstedt zur Ohrekreis-Sparkasse sowie die Kreissparkasse Oschersleben und die Kreissparkasse Wanzleben zur Bördesparkasse.
Im Zuge der Kreisgebietsreform 2007 wurden die Ohrekreis-Sparkasse und die Bördesparkasse am 1. Juli 2008 zur heutigen Kreissparkasse Börde zusammengeschlossen.

## Gesellschaftliches Engagement
Das gesellschaftliche Engagement der Kreissparkasse Börde umfasst umfangreiche Spenden- und Sponsoringmaßnahmen, Veranstaltungen, Fachvorträge für Kunden und die Sparkassen-Gala.
Die Kreissparkasse Börde unterstützt in ihrem Geschäftsgebiet jährlich mehr als 300 Projekte aus den Bereichen Kultur, Jugendarbeit, Sport, Umweltschutz und Wirtschaft. Sie hat dafür im Jahr 2014 insgesamt 463 Tsd. Euro bereitgestellt. Zu den Begünstigten zählen z. B. der KULTUR-Landschaft Haldensleben-Hundisburg e. V., die Musikschulen, der Kreissportbund Börde und viele weitere Vereine.
Darüber hinaus unterstützt die Stiftung der Kreissparkasse Börde (ehemals Stiftung der Bördesparkasse) jährlich eine Vielzahl von Förderprojekten im Geschäftsgebiet. Die Stiftung fördert laut ihrer Satzung ausschließlich und unmittelbar gemeinnützige, mildtätige oder kirchliche Zwecke und hat derzeit ein Stiftungsvermögen von 5 Mio. Euro.